# Bafoulabé (stad)
Bafoulabé is een gemeente (commune) in Mali. Het is gelegen in de regio van Kayes. Bafoulabé is de hoofdplaats van de gelijknamige cercle, die in 1887 de eerste was die in Mali werd gecreëerd.
De bevolking bestaat voornamelijk uit Malinké, Soninké en Fulbe. De rivieren Bafing en Bakoy komen hier samen en vormen vervolgens de Sénégal. Bafoulabé betekent "samenkomst van twee rivieren".
De Manantalidam is gelegen ten zuidoosten van Bafoulabé, op een afstand van 90 kilometer. 
De Malinese schrijver Fily Dabo Sissoko is afkomstig uit Bafoulabé.
Van 8 tot 10 april 2005 vond het Festival dansa/diawoura plaats in Bafoulabé.